# José Manuel Tárraga
José Manuel Tárraga Valero (Valencia, España, 15 de abril de 1971) es un exfutbolista español que se desempeñaba como defensa.

## Clubes
| Club                | País   | Año       |
| ------------------- | ------ | --------- |
| Valencia C. F.      | España | 1992-1994 |
| R. C. Celta de Vigo | España | 1994-1997 |
| U. E. Lleida        | España | 1997-1998 |
| Real Murcia C. F.   | España | 1998-1999 |
| Yeclano C. F.       | España | 1999-2000 |
| Cartagonova         | España | 2000-2001 |
| Pego                | España | 2000-2002 |